# Liste der Bodendenkmale in Oldenswort
In der Liste der Bodendenkmale in Oldenswort sind die Bodendenkmale der Gemeinde Oldenswort nach dem Stand der Bodendenkmalliste des Archäologischen Landesamts Schleswig-Holstein von 2016 aufgelistet. Die Baudenkmale sind in der Liste der Kulturdenkmale in Oldenswort aufgeführt.
| Denkmal-ID           | Befundart | Bezeichnung                          | Zeitstellung | Lage | Bemerkungen | Bild |
| -------------------- | --------- | ------------------------------------ | ------------ | ---- | ----------- | ---- |
| aKD-ALSH-Nr. 001 482 | Siedlung  | Warft/Deichsiedlung „Tofting“        |              |      | Warft       |      |
| aKD-ALSH-Nr. 001 483 | Siedlung  | Warft/Deichsiedlung „Reventlowwarft“ |              |      | Warft       |      |